# Vasilij Makarovič Šukšin
(Fernaldo Di Giammatteo, Bianco e Nero, 1976)
Vasilij Makarovič Šukšin, conosciuto in Italia anche come Vassili Sciukscin, e nei Paesi anglosassoni come Vasiliy Shukshin (in russo Василий Макарович Шукшин?; Srostki, 25 luglio 1929 – Kletskaja, 2 ottobre 1974) è stato un attore, regista, scrittore e sceneggiatore sovietico.

## Biografia
Orfano di padre – fu giustiziato durante le grandi purghe –, era nato in una famiglia di contadini nel 1929, nel villaggio di Srostki (Altai), situato nella Russia siberiana. 
Dopo la seconda guerra mondiale, studiò regia cinematografica a Mosca, allievo del regista Michail Il'ič Romm e di Aleksandr Trifonovič Tvardovskij. Nel 1960 si diplomò in recitazione e regia presso l'Istituto statale di cinematografia sovietico (VGIK) della capitale dell'Unione Sovietica. Il debutto al cinema, in una piccola parte, avvenne però già nel '57 con Il placido Don, del regista Sergej Gerasimov. 
Sensibile scrittore, Šukšin incominciò a pubblicare i suoi primi racconti nel 1958 su riviste letterarie come Novyj Mir e successivamente su Molodaja Gvardija, dove collaborò fra gli altri pure Fadeev.  
Nel 1964 esordì nella regia con Živët takoj paren' (Così vive un uomo), presentato al XXV Festival Internazionale del Cinema di Venezia, aggiudicandosi il Gran premio. 
Nel 1965 progettò un film sul capo dei Cosacchi, Sten'ka Razin, lungometraggio poi bloccato per motivi politici e più volte ripreso. 
Nel 1973 sceneggiò, interpretò e diresse il film Viburno rosso, che ebbe notorietà internazionale. 
Dopo un legame sentimentale con la poetessa Bella Achatovna Achmadulina, sposò l'attrice russa Lidija Fedoseeva.
Fu membro dell'Unione dei cineasti dell'Urss.
Morì prematuramente all'età di 45 anni, il 2 ottobre 1974, per un malore che lo colse mentre si trovava a bordo del battello fluviale Dunaj, sul Volga, durante le riprese di Hanno combattuto per la patria. È sepolto nel cimitero di Novodevičij di Mosca.

## Filmografia

### Regista e sceneggiatore
- Iz Lebjaž'ego soobščajut - cortometraggio (1960)
- Così vive un uomo (Живёт такой парень) (1964)
- Vaš syn i brat (Ваш сын и брат) (1965)
- Gente strana (Странные люди) (1969)
- Il viaggio di Ivan Serghievic (Печки-лавочки) (1972)
- Viburno rosso (Kalina krasnaja) (1974)

### Attore
- Assassini (Ubiytsy), regia di Marika Beiku, Aleksandr Gordon e Andrej Tarkovskij - cortometraggio (1956)
- Il placido Don (Tichij Don), regia di Sergej Apollinarievič Gerasimov (1957) - non accreditato
- I due Fëdor (Два Фёдора), regia di Marlen Chuciev (1958)
- Žolotoj ėšelon (Золотой эшелон), regia di Il'ja Jakovlevič Gurin (1959)
- Prostaja istorija (Простая история), regia di Jurij Pavlovič Egorov (1960)
- Iz Lebjaž'ego soobščajut - cortometraggio (1960)
- Alёnka (Алёнка), regia di Boris Vasil'evič Barnet (1961)
- Kogda derev'ja byli bol'šimi (Когда деревья были большими), regia di Lev Aleksandrovič Kulidžanov (1961)
- Komandirovka (Командировка), regia di Jurij Pavlovič Egorov (1961)
- Miška, Serёga i ja (Мишка, Серёга и я), regia di Jurij Sergeevič Pobedonoscev (1961)
- My, dvoje mužčin, regia di Jurij Lysenko (1963)
- Kakoe ono, more? (Какое оно, море?), regia di Ėduard Nikandrovič Bočarov (1964)
- Il giornalista (Žurnalist), regia di Sergej Apollinarievič Gerasimov (1967)
- La commissaria (Komissar), regia di Aleksandr Askol'dov (1967) (uscito nel 1988)
- Tri dnja Viktora Černyšёva (Три дня Виктора Чернышёва), regia di Mark Danilovič Osep'jan (1968)
- Giovani amari (Мужской разговор), regia di Igor' Vladimirovič Šatrov (1968)
- U ozera (У озера), regia di Sergej Apollinarievič Gerasimov (1969)
- Echo dalëkich snegov, regia di Leonid Evgen'evič Golovnja (1970)
- Ljubov' Jarovaja (Любовь Яровая), regia di Vladimir Aleksandrovič Fetin (1970)
- La grande battaglia (Osvobozhdenie: Napravlenie glavnogo udara), regia di Jurij Nikolaevič Ozerov (1971)
- Děržis za oblaka, regia di Szász Péter e Boris Grigorev (1971)
- Le armate rosse alla liberazione d'Europa (Osvoboždenie: Bitva za Berlin), regia di Jurij Nikolaevič Ozerov (1971)
- Osvobozhdenie: Posledniy shturm, regia di Jurij Nikolaevič Ozerov (1971)
- Daurija (Даурия), regia di Viktor Ivanovič Tregubovič (1971)
- Esli chočeš' byt' sčastlivym (Если хочешь быть счастливым), regia di Nikolaj Nikolaevič Gubenko (1974)
- Hanno combattuto per la patria (Oni sražalis' za rodinu), regia di Sergej Fëdorovič Bondarčuk (1975)
- Chiedo la parola (Прошу слова), regia di Gleb Anatol'evič Panfilov (1975)

## Pubblicazioni
- Ja prišel datʹ vam volju (1974), romanzo
- Besedy pri jajnoj lune (1975), racconti
- Kalina Krasnaja Kinopovest (1975), racconti
- Ljubaviny (1976), romanzo
- Credo, tradotto e introdotto da Simonetta Silvestroni, in "Carte segrete: rivista trimestrale di lettere ed arti" (1977)
- Il viburno rosso, a cura di Serena Vitale (1978)
- Nravstvennostʹ estʹ pravda (1979)
- Rasskazy (1979)
- Do tretʹih petuhov (1980)
- Voprosy samomu sebe (1981)
- Povesti dlja teatra i kino (1984)
- Kalina krasnaja  (1999)